# Nebiha Gueddana
Nebiha Gueddana ou Nabiha Gueddana, née Nebiha Ben Aïssa le 26 janvier 1949 à Tunis, est un médecin et une femme politique tunisienne.
Professeur à la faculté de médecine de Tunis, elle est secrétaire d'État de 1987 à 1995 puis PDG de l'Office national de la famille et de la population de 1994 à 2011. Présidente de la commission de l'égalité des chances et de l'application des lois de 1997 à 2000, elle a aussi été première présidente et membre du Conseil supérieur de la femme et de la famille et secrétaire générale du Conseil supérieur de la population.
Membre fondatrice et présidente honoraire du conseil exécutif du Partenariat Sud-Sud en population et développement, elle est membre d'Enda inter-arabe, une ONG féminine de microcrédit, et experte auprès du Programme des Nations unies pour le développement et du Conseil consultatif de l'Organisation mondiale de la santé.

## Biographie

### Carrière scientifique
Née le 26 janvier 1949 à Tunis d'un père commerçant et d'une mère femme au foyer, dans une famille originaire de Djerba, Nebiha Gueddana est professeur de médecine, spécialisée en pédiatrie, à l'Université Paris-Descartes. Elle est agrégée à la faculté de médecine de Tunis, en pédiatrie préventive et sociale, et diplômée en statistiques appliquées à la médecine (option épidémiologie) du Centre des statistiques appliquées à la médecine et à la biologie de l'Université Pierre-et-Marie-Curie.
Elle a exercé en tant qu'assistante hospitalo-universitaire puis chef de service à l'Hôpital d'enfants de Tunis ; elle a été responsable des enseignements à la faculté de médecine de Tunis.

### Carrière politique
Sa double compétence scientifique et de dirigeante exécutive l'amènent à assumer des responsabilités auprès de nombreuses organisations et institutions en Tunisie et dans le monde. 
Nommée secrétaire d'État chargée du développement social de 1987 à 1992 puis des femmes et de la famille jusqu'en 1995, Nebiha Gueddana mène d'importantes réformes au profit des femmes et du progrès social. Elle met en place les structures de mise en œuvre des politiques nationales en la matière :
- Commission nationale « Femme et développement » ;
- Unité de suivi de l'intégration des femmes dans les projets de développement ;
- Cellule d'impact des projets économiques sur la condition de la femme ;
- Centre de recherches, d'études, de documentation et d'information sur la femme ;
- Conseil supérieur de la femme et de la famille ;
- Commission de l'égalité des chances et de l'application des lois.

Elle contribue aussi à l'adoption de nouvelles mesures juridiques en faveur des femmes, telles que le renforcement des prérogatives maternelles de tutelle, l'octroi de la nationalité de la mère aux enfants nés d'un père étranger, la création d'un fonds de garantie pour la pension alimentaire des femmes divorcées, la loi sur le harcèlement sexuel, etc. Elle met en place une série de programmes spécifiques au profit des femmes :
- Stratégie nationale de promotion de la femme rurale ;
- Programme de lutte contre la pauvreté, l'exclusion et l'analphabétisme ;
- Programme de prévention et d'insertion des jeunes en difficulté dont les mères célibataires ;
- Plan d'action en cent points proposant une vision globale et des mesures pour la promotion de la femme.

Elle fait de Tunis le siège du Centre de la femme arabe pour la formation et la recherche et contribue à son développement.
Gueddana contribue également à la fondation du Partenariat Sud-Sud en matière de population et de développement, entité regroupant 25 pays d'Asie, d'Afrique et d'Amérique latine née durant la conférence internationale sur la population et le développement du Caire en 1994 ; elle en est la première présidente puis la présidente d'honneur et un membre actif de son comité exécutif. Elle joue un rôle clé dans le plaidoyer, la mobilisation des ressources et le lancement de nouveaux programmes sur les questions de population, de santé de la reproduction, de genre et d'autonomisation des femmes qu'elle développe dans le cadre de cette initiative au profit de pays africains et arabes.

### Office national de la famille et de la population
Elle dirige de 1994 à 2011 l'Office national de la famille et de la population (ONFP), une institution gouvernementale comptant quelque 1 600 employés et 24 représentations régionales, dont elle finalise la conversion d'un institut d'éducation et d'intervention en planning familial en une véritable agence d'exécution de programmes dans les matières suivantes :
- Droits des femmes ;
- Santé de la reproduction[3] ;
- Santé maternelle ;
- Santé sexuelle et reproductive des jeunes[3] ;
- Prévention des cancers féminins[3] ;
- Lutte contre le VIH-SIDA ;
- Lutte contre la violence à l'égard des femmes[3].

Elle crée et développe des structures au sein de l'ONFP qu'elle dote de moyens humains et techniques substantiels :
- Centre international d'études, de recherche et de formation ;
- Centre d'information et de documentation ;
- Centre de production audiovisuelle et de supports imprimés ;
- Centres de services de santé sexuelle et reproductive pour les jeunes des deux sexes ;
- Services fixes et mobiles en santé maternelle et infantile et en santé de la reproduction ;
- Centres pilotes pour les femmes victimes de violence.

Du fait de l'expérience acquise, l'ONFP est appelé à jouer, avec l'appui de bailleurs de fonds internationaux, le rôle d'agence d'exécution de programmes et d'assistance technique dans le domaine du genre, de la santé des femmes et de la reproduction auprès de pays tiers comme le Niger, le Tchad, le Mali et la Mauritanie.
Gueddana conduit des recherches et des enquêtes régionales en Afrique et dans le monde arabe sur les droits des femmes, le développement humain, les mutations socio-économiques, la santé et le genre, en partenariat avec diverses institutions de recherche européennes (Institut national d'études démographiques, Institut national de la santé et de la recherche médicale) et américaines (Genuity, Population Council, Agence des États-Unis pour le développement international, Population Action International) et les institutions de la région arabe (Ligue arabe, Centre démographique du Caire) et africaine (UEAP, CEFA, IFORD[Quoi ?]).

### Carrière internationale
Nebiha Gueddana coopère activement avec les institutions onusiennes et apporte son expertise à l'implémentation des objectifs des conférences de Pékin et du Caire, de ceux du millénaire pour le développement et de la Convention sur l'élimination de toutes les formes de discrimination à l'égard des femmes.
Elle soutient les grandes initiatives telles que la Conférence internationale de Tokyo sur le développement de l'Afrique et le NEPAD et contribue au renforcement des capacités institutionnelles et des ressources humaines en Afrique. Elle s'implique aussi pour la réduction de la mortalité maternelle en Afrique et lance plusieurs projets dans ce sens. Elle appelle, au cours de la réunion du comité régional de suivi de la vision 2011 tenue à Bamako en 2005, à faire aboutir les recommandations visant cet objectif.
Elle lance par ailleurs des initiatives à l'échelle maghrébine dont la Déclaration de Tunis, qui appelle la région à se mobiliser pour la création d'un Observatoire maghrébin de lutte contre la violence à l'égard des femmes.

### Carrière associative
Nebiha Gueddana s'implique également dans la vie associative et se distingue par un soutien sans faille aux ONG, dont elle  encourage la création par et pour des femmes. Membre du conseil d'administration d'Enda inter-arabe, une ONG internationale de microcrédit, elle œuvre à l'insertion économique de près de 100 000 femmes en Tunisie. Elle obtient l'introduction des ONG comme partenaires incontournables dans la définition et la mise en œuvre des projets de coopération du Partenariat Sud-Sud.

### Distinctions
Nebiha Gueddana est récipiendaire de distinctions nationales et internationales :
- Prix du Président de la République tunisienne pour la santé de la reproduction ;
- Prix de l'alliance du Partenariat Sud-Sud et de l'Agence de coopération internationale du Japon[3] (2008) ;
- Prix du Programme des Nations unies pour le développement pour les efforts entrepris en matière de coopération Sud-Sud[3] (2008) ;
- Classée par Earth Times parmi les 100 femmes et hommes qui ont influencé les principaux projets de développement dans le monde ;
- Chevalier de la République tunisienne et chevalier de la Légion d'honneur de la République française.

## Publications
Nebiha Gueddana est l'auteur et le coauteur de plusieurs ouvrages et articles scientifiques sur la santé des femmes, les droits des femmes et le développement humain dont on peut citer :
- L'adolescent tunisien. Santé et environnement, éd. Unité de pédiatrie préventive et sociale de l'Hôpital d'enfants de Tunis, Tunis, 1987
- Un enfant et deux Tunisie, éd. Ministère de la Santé publique, Tunis, 1989
- « La condition de la femme tunisienne en terre d'Islam et en Tunisie », Où va la population mondiale ?, éd. Le Quotidien du Médecin, Issy-les-Moulineaux, 1994, p. 144-151
- « Maîtrise de la fécondité et émancipation vont changer les structures familiales », 9e édition des Rencontres Médias Nord-Sud, éd. Institut universitaire d'études du développement, Genève, 1994, p. 81-87
- Population policies and programmes: determinants and consequences in eight developing countries, éd. Centre for Population Studies of the London School of Hygiene and Tropical Medicine, Londres, 1996
- « Coopération Sud-Sud et Francophonie », Population et Francophonie. Rencontre parlementaire francophone sur les politiques de population et l'aide internationale. Assemblée nationale, Paris, France, 22-23 septembre 1997, éd. John Libbey Eurotext, Montrouge, 1997, p. 274-282
- « Étude de la prévalence des MST chez les femmes tunisiennes enceintes et validation de l'algorithme clinique proposé par l'OMS pour la prise en charge des MST », Contraception, fertilité, sexualités. Éditions scientifiques et médicales, éd. Elsevier SAS, Paris, 1999, p. 85-90
- « L'expérience du programme tunisien de planification familiale (1956-1966) », Population et développement en Tunisie, La métamorphose [sous la dir. de] Jacques Vallin et Thérèse Locoh, éd. Institut français d'études démographiques/Cérès, Paris/Tunis, 2001, p. 203-232
- La promotion des ressources humaines féminines en Tunisie, fondement du développement durable, éd. ONFP, Tunis, 2002
- « The medical abortion. Experiences of married and unmarried women in Tunis », Contraception, 2004, p. 6963-69
- La stratégie de lutte contre la pauvreté en Tunisie, éd. ONFP, Tunis, 2006
- « Le cancer du sein en Tunisie », La Tunisie médicale, vol. 87, n°7 (spécial), 2009, pp. 415-490

Elle dirige aussi des recherches et des études épidémiologiques sur la santé des femmes et des jeunes et conduit de nombreuses enquêtes sociodémographiques :
- Étude multicentrique sur les techniques contraceptives et fertilité (1980-1990) ;
- Enquête PAPCHILD sur la santé de la mère et de l'enfant (prévalence contraceptive, vaccination...) (1994) ;
- Étude de la prévalence des IST dans les pays du Maghreb : Tunisie, Maroc, Algérie (2000-2001) ;
- Enquête PAPFAM sur la santé de la famille. Autres questions : modernité, jeunes, IST-VIH... (2001-2002) ;
- Enquête sur l'ostéoporose chez les femmes de plus de 45 ans (2002) ;
- Étude sur le dépistage de masse organisé (DMO) du cancer du sein par mammographie (2000-2002) ;
- Impact du programme national du planning familial sur les secteurs sociaux (2002-2003) ;
- Enquête CAP (connaissances, attitudes et pratiques) en matière de dépistage du cancer du sein (2003) ;
- Perception et vécu de la ménopause en Tunisie (2003) ;
- Profil sociodémographique des femmes célibataires bénéficiaires d'une IVG (2003) ;
- Intensité du vieillissement de la population régionale (2004) ;
- Enquête PAPFAM – Analyse approfondie des résultats sur les mutations de la famille tunisienne, sur les plans social et sanitaire (2004-2005) ;
- Enquête nationale sur la santé de la mère et de l'enfant (2006) ;
- Étude critique et analytique de la revue de la littérature sur la violence à l'égard des femmes (2008) ;
- Enquête nationale sur la violence à l'égard des femmes en Tunisie (2009-2010).